# 孙仲凯
孙仲凯（1898年—1966年），名祥琪，天津人。为早年元隆绸布店创办人孙烺轩的次子。孙仲凯曾在天津治源银号作学徒并协助其父孙烺轩管理家业，1921年，他接任元隆绸布店经理，之后，他相继开办庆生棉纱庄、裕元纱厂棉纱、元聚、元裕、通成兴、隆宁等棉纱在、投资晋丰、样生、庆益等银号、管理庆义米面在。在1923至1925年，孙家财产已五百万元，成为天津“新八大家”之一。七七事变后，孙仲凯在天津法租界樊主教路（今新华路）永安饭店、沙大夫路（今山东路）吉祥里和恒和西里等处购置了大片住宅不动产。中华人民共和国成立后，孙仲凯将住宅献给天津市人民政府并迁往北京。

## 内部链接
- 元隆孙旧宅
- 孙烺轩